# Liste de peintures de Giuseppe De Nittis
Cette page est une liste de peintures de Giuseppe De Nittis (1846-1884).

## Les Débuts en Italie
| Image | Thème          | Titre                     | Date      | Technique         | Dimensions  | Lieu de Conservation         | Référence                               |
| ----- | -------------- | ------------------------- | --------- | ----------------- | ----------- | ---------------------------- | --------------------------------------- |
|       | Paysage        | Rue de Naples             | 1864-1865 | huile sur toile   | 30 × 20 cm  | Collection privée            | Artnet                                  |
|       | Scène de genre | La Traversée des Apennins | 1867      | huile sur toile   | 45 × 76 cm  | Musée de Capodimonte, Naples | [réf. nécessaire]                       |
|       | Paysage        | Sur les rives de l’Ofanto | 1867      | huile sur toile   | 25 × 110 cm | Florence, Palais Pitti       | Fondation Zerziconsulté le 31 Mars 2025 |
|       | Scène de genre | Sous la pluie             | 1867      | huile sur panneau | 60 × 37 cm  | Collection particulière      | Fiche Atlas                             |

## Départ à Paris
| Image | Thème          | Titre                           | Date | Technique       | Dimensions | Lieu de Conservation                       | Référence                                      |
| ----- | -------------- | ------------------------------- | ---- | --------------- | ---------- | ------------------------------------------ | ---------------------------------------------- |
|       | Scène de genre | Passage d'un train              | 1869 | huile sur toile | 31 × 38 cm | Collection privée, Vente 2010              | Catalogue Christie'sconsulté le 30 Mars 2025   |
|       | Scène de genre | Dame aux perroquets             | 1869 | huile sur toile | 33 × 25 cm | Collection privée, Signalée 1993           | Fondation Zericonsulté le 31 Mars 2025         |
|       | Paysage        | Le Long de l'Ofanto             | 1870 | huile sur toile | 43 × 65 cm | Pinacoteca "Giuseppe De Nittis" , Barletta | Finestra sull l'Arte                           |
|       | Scène de genre | La route de Brindisi à Barletta | 1872 | huile sur toile | 28 × 52 cm | Collection privée                          | Finestra sull l'Arteconsulté le 3 Avril 2025   |
|       | Scène de genre | Parmi les épis de blé           | 1873 | huile sur toile | 33 × 25 cm | Collection privée                          | Fondation Zericonsulté le 31 Mars 2025         |
|       | Scène de genre | Qu'il fait froid                | 1874 | huile sur toile | 54 × 73 cm | Museo del Novecento, Milan                 | Fondation Zericonsulté le 30 Mars 2025         |
|       | Scène de genre | Avenue du bois de Boulogne      | 1874 | huile sur toile | 32 × 42 cm | Collection privée, Vente 2008              | Artnetconsulté le 31 Mars 2025                 |
|       | Scène de genre | La Leçon de patinage            | 1875 | huile sur toile | 74 x 73    | Collection privée                          | Catalogue Stairsaintylconsulté le 31 Mars 2025 |
|       | Scène de genre | La Place des Pyramides          | 1875 | huile sur toile | 92 × 75 cm | Musée d'Orsay, Paris                       | Muséeconsulté le 30 Mars 2025                  |
|       | Paysage        | Pont sur la Seine               | 1876 | huile sur toile |            | Museo Civico, Castello                     | Beniculturalconsulté le 30 Mars 2025           |

## La Renommée
| Image | Thème          | Titre                                                                          | Date      | Technique                            | Dimensions  | Lieu de Conservation                      | Référence                                 |
| ----- | -------------- | ------------------------------------------------------------------------------ | --------- | ------------------------------------ | ----------- | ----------------------------------------- | ----------------------------------------- |
|       | Scène de genre | La Dame au chien                                                               | 1878      | huile sur toile                      | 150 × 90 cm | Trieste, Musée Revoltella                 | Muséeconsulté le 31 Mars 2025             |
|       | Paysage        | Westminster Bridge                                                             | 1878      |                                      |             | Barletta, Pinacoteca De Nittis            | [réf. nécessaire]                         |
|       | Paysage        | Nuage sur Westminster                                                          | 1878      | huile sur toile                      | 25 × 34 cm  | Museo Civico, Castello                    | Beniculturalconsulté le 31 Mars 2025      |
|       | Portrait       | Promenade hivernale, figure de dame                                            | 1879      | huile sur toile                      | 129 × 76 cm | Museo Civico, Castello                    | Beniculturalconsulté le 31 Mars 2025      |
|       | Scène de genre | Entre les paravents                                                            | 1879      | huile sur toile                      | 72 × 53 cm  | Museo Civico, Castello                    | Beniculturalconsulté le 31 Mars 2025      |
|       | Portrait       | Près du lac                                                                    | 1879-1880 | huile sur toile                      | 72 × 52 cm  | Barletta, Pinacoteca De Nittis            | Bridgeman Imageslconsulté le 31 Mars 2025 |
|       | Nu             | Nue de dos (Léontine)                                                          | 1879-1880 | huile sur toile                      | 42 × 26 cm  | Collection particulière                   | [réf. nécessaire]                         |
|       | Scène de genre | La Parfumerie Violet, à l'angle du boulevard des Capucines et de la rue Scribe | 1880 vers | huile sur toile                      | 40 × 32 cm  | Musée Carnavalet, Paris                   | Parismuséesconsulté le 30 Mars 2025       |
|       | Scène de genre | Effet de neige                                                                 | 1880      | huile sur toile                      | 72 × 53 cm  | Museo Civico, Castello                    | Beniculturalconsulté le 31 Mars 2025      |
|       | Portrait       | Figure de femme                                                                | 1880      | huile sur toile                      |             | Palais royal de Milan                     | artsuppconsulté le 31 Mars 2025           |
|       | Scène de genre | Promenade en traineau                                                          | 1880      | huile sur toile                      |             | Museo Civico, Castello                    | Beniculturalconsulté le 31 Mars 2025      |
|       | Paysage        | Nocturne capricieux                                                            | 1880-1883 | Aquarelle sur soie                   | éventail    | Palais royal de Milan                     | Artsuppconsulté le 31 Mars 2025           |
|       | Paysage        | Avenue du Bois de Boulogne                                                     | 1882      | huile sur toile                      | 42 × 65 cm  | Musée des Beaux-Arts de Reims             | Muséeconsulté le 30 Mars 2025             |
|       | Paysage        | La Place du Carrousel                                                          | 1882      | huile sur toile                      | 45 × 60 cm  | Musée d'Orsay, Paris                      | Muséeconsulté le 16 avril 2025            |
|       | Scène de genre | Les Courses à Auteuil                                                          | 1883      | huile sur toile                      | 107 × 55 cm | Pinacoteca De Nittis, Barletta            | [réf. nécessaire]                         |
|       | Portrait       | Femme dans un jardin                                                           | 1883      | Pastel sur papier marouflé sur toile | 140 × 60 cm | Collection privée, Vente 2004             | Artnet                                    |
|       | Scène de genre | Les Courses à Longchamp                                                        | 1883      |                                      |             | Barletta, Pinacothèque Giuseppe De Nittis | [réf. nécessaire]                         |
|       | Scène de genre | Petit déjeuner au jardin                                                       | 1883-1884 | huile sur toile                      | 81 × 117 cm | Barletta, Pinacothèque Giuseppe De Nittis | Finestre sull l'Arte                      |
|       | Scène de genre | Sur le hamac II                                                                | 1884      | huile sur toile                      | 79 × 116 cm | Barletta, Pinacothèque Giuseppe De Nittis | Getty Images                              |